# Playoffs ACB 2015-16
Los Playoffs ACB 2015-16 se disputaron del 26 de mayo al 26 de junio de 2016. Un total de 8 equipos compitieron en los Playoffs para decidir el ganador de la Liga ACB 2015-16.

## Formato
En función de la clasificación de la liga regular se establecen diversos enfrentamientos. En los cuartos de final, será vencedor el mejor de 3 partidos, pero en semifinales y la final, el vencedor de cada enfrentamiento será el ganador del mejor de 5 partidos. El mejor clasificado en la liga regular jugará los primeros partidos en casa, y si fuera necesario, los últimos de la serie.

## Equipos clasificados
Los equipos que al final de la liga regular ocupen una posición entre el 1r puesto y el 8.º, tendrán derecho a participar en los Playoffs por el título.
| - FC Barcelona Lassa (1.º) - Real Madrid (2.º) - Valencia Basket (3.º) - Laboral Kutxa Baskonia (4.º) - Herbalife Gran Canaria (5.º) - Unicaja (6.º) - UCAM Murcia C. B. (7.º) - Montakit Fuenlabrada (8.º) |

## Enfrentamientos
|  | Cuartos de final | Cuartos de final  | Cuartos de final | Cuartos de final | Cuartos de final |    |              | Semifinales | Semifinales | Semifinales | Semifinales | Semifinales | Semifinales |  |   | Finales      | Finales | Finales | Finales | Finales | Finales |  |
|  |                  |                   |                  |                  |                  |    |              |             |             |             |             |             |             |  |   |              |         |         |         |         |         |  |
|  |                  |                   |                  |                  |                  |    |              |             |             |             |             |             |             |  |   |              |         |         |         |         |         |  |
|  | 1                | FC Barcelona      | 99               | 84               |                  |    |              |             |             |             |             |             |             |  |   |              |         |         |         |         |         |  |
|  | 1                | FC Barcelona      | 99               | 84               |                  |    |              |             |             |             |             |             |             |  |   |              |         |         |         |         |         |  |
|  | 8                | Fuenlabrada       | 65               | 68               |                  |    |              |             |             |             |             |             |             |  |   |              |         |         |         |         |         |  |
|  | 8                | Fuenlabrada       | 65               | 68               |                  | 1  | FC Barcelona | 84          | 73          | 83          | 85          |             |             |  |   |              |         |         |         |         |         |  |
|  |                  |                   |                  |                  |                  | 1  | FC Barcelona | 84          | 73          | 83          | 85          |             |             |  |   |              |         |         |         |         |         |  |
|  |                  |                   | 4                | Laboral Kutxa    | 57               | 68 | 89           | 63          |             |             |             |             |             |  |   |              |         |         |         |         |         |  |
|  | 4                | Laboral Kutxa     | 4                | Laboral Kutxa    | 57               | 68 | 89           | 63          | 81          | 87          | 78          |             |             |  |   |              |         |         |         |         |         |  |
|  | 4                | Laboral Kutxa     |                  |                  |                  |    |              |             |             |             | 78          |             |             |  |   |              |         |         |         |         |         |  |
|  | 5                | Gran Canaria      | 76               | 93               | 71               |    |              |             |             |             |             |             |             |  |   |              |         |         |         |         |         |  |
|  | 5                | Gran Canaria      | 76               | 93               | 71               |    |              |             |             |             |             |             |             |  | 1 | FC Barcelona | 100     | 70      | 74      | 84      |         |  |
|  |                  |                   |                  |                  |                  |    |              |             |             |             |             |             |             |  | 1 | FC Barcelona | 100     | 70      | 74      | 84      |         |  |
|  |                  |                   | 2                | Real Madrid      | 99               | 90 | 91           | 91          |             |             |             |             |             |  |   |              |         |         |         |         |         |  |
|  | 2                | Real Madrid       | 2                | Real Madrid      | 99               | 90 | 91           | 91          | 107         | 87          | 93          |             |             |  |   |              |         |         |         |         |         |  |
|  | 2                | Real Madrid       |                  |                  |                  |    |              |             |             |             | 93          |             |             |  |   |              |         |         |         |         |         |  |
|  | 7                | UCAM Murcia C. B. | 103              | 91               | 72               |    |              |             |             |             |             |             |             |  |   |              |         |         |         |         |         |  |
|  | 7                | UCAM Murcia C. B. | 103              | 91               | 72               |    | 2            | Real Madrid | 82          | 97          | 86          | 82          |             |  |   |              |         |         |         |         |         |  |
|  |                  |                   |                  |                  |                  |    | 2            | Real Madrid | 82          | 97          | 86          | 82          |             |  |   |              |         |         |         |         |         |  |
|  |                  |                   | 3                | Valencia Basket  | 57               | 88 | 87           | 80          |             |             |             |             |             |  |   |              |         |         |         |         |         |  |
|  | 3                | Valencia Basket   | 3                | Valencia Basket  | 57               | 88 | 87           | 80          | 79          | 88          |             |             |             |  |   |              |         |         |         |         |         |  |
|  | 3                | Valencia Basket   |                  |                  |                  |    |              |             |             |             |             |             |             |  |   |              |         |         |         |         |         |  |
|  | 6                | Unicaja Málaga    | 75               | 59               |                  |    |              |             |             |             |             |             |             |  |   |              |         |         |         |         |         |  |
|  | 6                | Unicaja Málaga    | 75               | 59               |                  |    |              |             |             |             |             |             |             |  |   |              |         |         |         |         |         |  |
|  |                  |                   |                  |                  |                  |    |              |             |             |             |             |             |             |  |   |              |         |         |         |         |         |  |

## Cuartos de final

### FC Barcelona Lassa-Montakit Fuenlabrada
| 26 de mayo de 2016 21:00 (CET) Partido 1 | FC Barcelona Lassa                                                              | 99–65                      | Montakit Fuenlabrada                                                           | Barcelona |  |  |
|                                          | Parciales: 31-15, 23-17, 20-17, 25-16                                           |                            |                                                                                | |  |  |
|                                          | Estadísticas Ante Tomić 15 Ante Tomić 9 Tomáš Satoranský 9 Ante Tomić 30 (val.) | Reporte Pts Reb Asts Otros | Estadísticas 12 Álex Llorca 7 Josip Sobin 5 Ricardo Úriz 12 (val.) Álex Llorca | Pabellón: Palau Blaugrana Asistencia: 4.052 espectadores Árbitros: Carlos Cortés Luis Miguel Castillo Jacobo Rial Televisión: Canal+ Deportes (Dial 55) |  |  |
| FC Barcelona Lassa gana las series 1-0   |                                                                                 |                            |                                                                                | |  |  |
|                                          |                                                                                 |                            |                                                                                | |  |  |

| 29 de mayo de 2016 19:30 (CET) Partido 2 | Montakit Fuenlabrada                                                                 | 68–84                      | FC Barcelona Lassa                                                                               | Fuenlabrada |  |  |
|                                          | Parciales: 16-18, 20-20, 9-29, 23-17                                                 |                            |                                                                                                  | |  |  |
|                                          | Estadísticas Alex Urtasun 14 Chema González 8 Jonathan Tabu 3 Alex Urtasun 13 (val.) | Reporte Pts Reb Asts Otros | Estadísticas 21 Tomáš Satoranský 8 Justin Doellman 7 Tomáš Satoranský 27 (val.) Tomáš Satoranský | Pabellón: Pabellón Fernando Martín Asistencia: 5.395 espectadores Árbitros: Antonio Conde J.R. García Ortiz Rubén Sánchez Mohedas Televisión: Canal+ Deportes (Dial 55) |  |  |
| FC Barcelona Lassa gana las series 2-0   |                                                                                      |                            |                                                                                                  | |  |  |
|                                          |                                                                                      |                            |                                                                                                  | |  |  |

| Pasa a semifinales FC Barcelona Lassa |

### Laboral Kutxa Baskonia-Herbalife Gran Canaria
| 27 de mayo de 2016 19:30 (CET) Partido 1   | Laboral Kutxa Baskonia                                                                  | 81–76                      | Herbalife Gran Canaria                                                        | Vitoria |  |  |
|                                            | Parciales: 13-17, 18-15, 27-16, 23-28                                                   |                            |                                                                               | |  |  |
|                                            | Estadísticas Darius Adams 24 Ioannis Bourousis 12 Darius Adams 4 Darius Adams 23 (val.) | Reporte Pts Reb Asts Otros | Estadísticas 18 D. J. Seeley 7 Alen Omić 4 Brad Newley 22 (val.) D. J. Seeley | Pabellón: Fernando Buesa Arena Asistencia: 9.634 espectadores Árbitros: José A. Martín Bertrán Carlos Peruga Andrés Fernández Televisión: Canal+ Deportes (Dial 55) |  |  |
| Laboral Kutxa Baskonia gana las series 1-0 |                                                                                         |                            |                                                                               | |  |  |
|                                            |                                                                                         |                            |                                                                               | |  |  |

| 29 de mayo de 2016 13:30 (CET) Partido 2     | Herbalife Gran Canaria                                                               | 93–87                      | Laboral Kutxa Baskonia                                                                      | Las Palmas de Gran Canaria |  |  |
|                                              | Parciales: 23-20, 26-17, 22-25, 22-25                                                |                            |                                                                                             | |  |  |
|                                              | Estadísticas Albert Oliver 13 Pablo Aguilar 7 Kevin Pangos 6 Albert Oliver 13 (val.) | Reporte Pts Reb Asts Otros | Estadísticas 22 Darius Adams 9 Ioannis Bourousis 7 Darius Adams 28 (val.) Ioannis Bourousis | Pabellón: Gran Canaria Arena Asistencia: 6.732 espectadores Árbitros: M.A Pérez Pérez Vicente Bultó Juan de Dios Oyón Televisión: Canal+ Deportes (Dial 55) |  |  |
| Herbalife Gran Canaria empata las series 1-1 |                                                                                      |                            |                                                                                             | |  |  |
|                                              |                                                                                      |                            |                                                                                             | |  |  |

| 31 de mayo de 2016 20:30 (CET) Partido 3   | Laboral Kutxa Baskonia                                                                                 | 78–71                      | Herbalife Gran Canaria                                                         | Vitoria |  |  |
|                                            | Parciales: 18-20, 22-21, 21-13, 17-17                                                                  |                            |                                                                                | |  |  |
|                                            | Estadísticas Ioannis Bourousis 17 Ioannis Bourousis 11 Ioannis Bourousis 4 Ioannis Bourousis 28 (val.) | Reporte Pts Reb Asts Otros | Estadísticas 13 Kevin Pangos 6 Alen Omić 5 Kevin Pangos 17 (val.) Kevin Pangos | Pabellón: Fernando Buesa Arena Asistencia: 12.683 espectadores Árbitros: Antonio Conde Benjamín Jiménez Carlos Cortés Televisión: Canal+ Deportes (Dial 55) |  |  |
| Laboral Kutxa Baskonia gana las series 2-1 | |                            |                                                                                | |  |  |
|                                            | |                            |                                                                                | |  |  |

| Pasa a semifinales Laboral Kutxa Baskonia |

### Real Madrid-UCAM Murcia C. B.
| 27 de mayo de 2016 21:15 (CET) Partido 1 | Real Madrid                                                                            | 107–103                    | UCAM Murcia C. B.                                                                                  | Madrid |  |  |
|                                          | Parciales: 21-28, 28-21, 30-21, 28-33                                                  |                            | | |  |  |
|                                          | Estadísticas Sergio Llull 26 Gustavo Ayón 5 Sergio Rodríguez 10 Sergio Llull 29 (val.) | Reporte Pts Reb Asts Otros | Estadísticas 27 José Ángel Antelo 3 Facundo Campazzo 9 Facundo Campazzo 33 (val.) Facundo Campazzo | Pabellón: Barclaycard Center Asistencia: 8.294 espectadores Árbitros: Emilio Pérez Pizarro Francisco J. Araña Jordi Aliaga Televisión: Teledeporte |  |  |
| Real Madrid gana las series 1-0          |                                                                                        |                            | | |  |  |
|                                          |                                                                                        |                            | | |  |  |

| 29 de mayo de 2016 20:30 (CET) Partido 2 | UCAM Murcia C. B.                                                                             | 91–87                      | Real Madrid                                                                       | Murcia |  |  |
|                                          | Parciales: 26-31, 21-19, 24-18, 20-18                                                         |                            |                                                                                   | |  |  |
|                                          | Estadísticas Facundo Campazzo 19 Vítor Faverani 6 Carlos Cabezas 4 Facundo Campazzo 19 (val.) | Reporte Pts Reb Asts Otros | Estadísticas 21 Felipe Reyes 8 Felipe Reyes 5 Sergio Llull 27 (val.) Felipe Reyes | Pabellón: Palacio de Deportes de Murcia Asistencia: 6.342 espectadores Árbitros: Daniel Hierrezuelo Jorge Martínez Sergio Manuel Televisión: Teledeporte |  |  |
| UCAM Murcia C. B. empata las series 1-1  |                                                                                               |                            |                                                                                   | |  |  |
|                                          |                                                                                               |                            |                                                                                   | |  |  |

| 31 de mayo de 2016 21:00 (CET) Partido 3 | Real Madrid                                                                           | 93–72                      | UCAM Murcia C. B.                                                                                 | Madrid |  |  |
|                                          | Parciales: 28-10, 26-23, 14-12, 25-27                                                 |                            |                                                                                                   | |  |  |
|                                          | Estadísticas Gustavo Ayón 18 Gustavo Ayón 8 Sergio Rodríguez 7 Gustavo Ayón 33 (val.) | Reporte Pts Reb Asts Otros | Estadísticas 22 Facundo Campazzo 6 Facundo Campazzo 7 Facundo Campazzo 24 (val.) Facundo Campazzo | Pabellón: Barclaycard Center Asistencia: 8.684 espectadores Árbitros: José A. Martín Bertrán J.C. García González Carlos Peruga Televisión: Teledeporte |  |  |
| Real Madrid gana las series 2-1          |                                                                                       |                            |                                                                                                   | |  |  |
|                                          |                                                                                       |                            |                                                                                                   | |  |  |

| Pasa a semifinales Real Madrid |

### Valencia Basket-Unicaja
| 27 de mayo de 2016 21:30 (CET) Partido 1 | Valencia Basket                                                                    | 79–75                      | Unicaja                                                                                   | Valencia |  |  |
|                                          | Parciales: 21-25, 14-12, 21-12, 23-26                                              |                            |                                                                                           | |  |  |
|                                          | Estadísticas John Shurna 16 Bojan Dubljević 6 Antoine Diot 6 John Shurna 20 (val.) | Reporte Pts Reb Asts Otros | Estadísticas 22 Nemanja Nedović 8 Will Thomas 3 Nemanja Nedović 23 (val.) Nemanja Nedović | Pabellón: Pabellón Fuente de San Luis Asistencia: 8.500 espectadores Árbitros: Benjamín Jiménez Fernando Calatrava Rafael Serrano Televisión: Canal+ Deportes (Dial 55) |  |  |
| Valencia Basket gana las series 1-0      |                                                                                    |                            |                                                                                           | |  |  |
|                                          |                                                                                    |                            |                                                                                           | |  |  |

| 29 de mayo de 2016 17:30 (CET) Partido 2 | Unicaja                                                                                 | 59–88                      | Valencia Basket                                                                            | Málaga |  |  |
|                                          | Parciales: 12-20, 17-14, 21-33, 9-21                                                    |                            |                                                                                            | |  |  |
|                                          | Estadísticas Nemanja Nedović 17 Will Thomas 7 Carlos Suárez 3 Nemanja Nedović 17 (val.) | Reporte Pts Reb Asts Otros | Estadísticas 22 Justin Hamilton 7 Bojan Dubljević 6 Antoine Diot 26 (val.) Justin Hamilton | Pabellón: Martín Carpena Asistencia: 8.491 espectadores Árbitros: J.C. García González Óscar Perea Pedro Munar Televisión: Canal+ Deportes (Dial 55) |  |  |
| Valencia Basket gana las series 2-0      |                                                                                         |                            |                                                                                            | |  |  |
|                                          |                                                                                         |                            |                                                                                            | |  |  |

| Pasa a semifinales Valencia Basket |

## Semifinales

### FC Barcelona Lassa-Laboral Kutxa Baskonia
| 3 de junio de 2016 21:00 (CET) Partido 1 | FC Barcelona Lassa                                                                                | 84–57                      | Laboral Kutxa Baskonia                                                    | Barcelona |  |  |
|                                          | Parciales: 16-9, 27-19, 24-15, 17-14                                                              |                            |                                                                           | |  |  |
|                                          | Estadísticas Ante Tomić 14 Samardo Samuels 8 Ante Tomić 4 Ante Tomić y Tomáš Satoranský 22 (val.) | Reporte Pts Reb Asts Otros | Estadísticas 15 Ádám Hanga 8 Ádám Hanga 4 Mike James 24 (val.) Ádám Hanga | Pabellón: Palau Blaugrana Asistencia: 5.547 espectadores Árbitros: Daniel Hierrezuelo Benjamín Jiménez Francisco J. Araña Televisión: Teledeporte |  |  |
| FC Barcelona Lassa gana las series 1-0   |                                                                                                   |                            |                                                                           | |  |  |
|                                          |                                                                                                   |                            |                                                                           | |  |  |

| 5 de junio de 2016 12:30 (CET) Partido 2 | FC Barcelona Lassa                                                                                   | 73–68                      | Laboral Kutxa Baskonia                                                    | Barcelona |  |  |
|                                          | Parciales: 25-17, 15-18, 12-21, 21-12                                                                |                            |                                                                           | |  |  |
|                                          | Estadísticas Stratos Perperoglou 11 Stratos Perperoglou 5 Ante Tomić 4 Stratos Perperoglou 15 (val.) | Reporte Pts Reb Asts Otros | Estadísticas 15 Mike James 7 Kim Tillie 4 Mike James 19 (val.) Mike James | Pabellón: Palau Blaugrana Asistencia: 5.027 espectadores Árbitros: Emilio Pérez Pizarro Carlos Cortés Carlos Peruga Televisión: La 1 |  |  |
| FC Barcelona Lassa gana las series 2-0   | |                            |                                                                           | |  |  |
|                                          | |                            |                                                                           | |  |  |

| 8 de junio de 2016 21:00 (CET) Partido 3 | Laboral Kutxa Baskonia                                                                            | 89–83                      | FC Barcelona Lassa                                                                          | Vitoria |  |  |
|                                          | Parciales: 15-21, 17-16, 13-17, 31-22 (T.E.: 13-7)                                                |                            |                                                                                             | |  |  |
|                                          | Estadísticas Ioannis Bourousis 32 Ioannis Bourousis 10 Darius Adams 5 Ioannis Bourousis 39 (val.) | Reporte Pts Reb Asts Otros | Estadísticas 19 Tomáš Satoranský 10 Justin Doellman 5 Tomáš Satoranský 21 (val.) Ante Tomić | Pabellón: Fernando Buesa Arena Asistencia: 10.225 espectadores Árbitros: M.A Pérez Pérez Antonio Conde Fernando Calatrava Televisión: Teledeporte |  |  |
| FC Barcelona Lassa gana las series 2-1   |                                                                                                   |                            |                                                                                             | |  |  |
|                                          |                                                                                                   |                            |                                                                                             | |  |  |

| 10 de junio de 2016 20:30 (CET) Partido 4 | Laboral Kutxa Baskonia                                                            | 63–85                      | FC Barcelona Lassa                                                         | Vitoria |  |  |
|                                           | Parciales: 14-24, 17-23, 17-19, 15-'19                                            |                            |                                                                            | |  |  |
|                                           | Estadísticas Kim Tillie 13 Ioannis Bourousis 11 Mike James 6 Kim Tillie 19 (val.) | Reporte Pts Reb Asts Otros | Estadísticas 15 Ante Tomić 11 Ante Tomić 5 Ante Tomić 28 (val.) Ante Tomić | Pabellón: Fernando Buesa Arena Asistencia: 11.628 espectadores Árbitros: Benjamín Jiménez Carlos Cortés Carlos Peruga Televisión: Teledeporte |  |  |
| FC Barcelona Lassa gana las series 3-1    |                                                                                   |                            |                                                                            | |  |  |
|                                           |                                                                                   |                            |                                                                            | |  |  |

| Pasa a la final FC Barcelona Lassa |

### Real Madrid-Valencia Basket
| 2 de junio de 2016 21:00 (CET) Partido 1 | Real Madrid                                                                           | 82–57                      | Valencia Basket | Madrid |  |  |
|                                          | Parciales: 14-19, 17-7, 16-16, 35-15                                                  |                            | | |  |  |
|                                          | Estadísticas Jaycee Carroll 15 Andrés Nocioni 6 Sergio Llull 4 Sergio Llull 19 (val.) | Reporte Pts Reb Asts Otros | Estadísticas 13 Bojan Dubljević 6 Justin Hamilton 4 Rafa Martínez 10 (val.) Bojan Dubljević, John Shurna y Justin Hamilton | Pabellón: Barclaycard Center Asistencia: 8.696 espectadores Árbitros: J.C. García González M.A. Pérez Pérez Sergio Manuel Televisión: Canal+ Deportes (Dial 55) |  |  |
| Real Madrid gana las series 1-0          |                                                                                       |                            | | |  |  |
|                                          |                                                                                       |                            | | |  |  |

| 4 de junio de 2016 21:00 (CET) Partido 2 | Real Madrid                                                                             | 97–88                      | Valencia Basket                                                                             | Madrid |  |  |
|                                          | Parciales: 19-10, 22-29, 21-24, 35-25                                                   |                            |                                                                                             | |  |  |
|                                          | Estadísticas Sergio Llull 19 Rudy Fernández 7 Sergio Rodríguez 7 Gustavo Ayón 24 (val.) | Reporte Pts Reb Asts Otros | Estadísticas 19 Bojan Dubljević 10 Justin Hamilton 6 Antoine Diot 26 (val.) Bojan Dubljević | Pabellón: Barclaycard Center Asistencia: 10.013 espectadores Árbitros: José A. Martín Bertrán Óscar Perea Jorge Martínez Televisión: Canal+ Deportes (Dial 55) |  |  |
| Real Madrid gana las series 2-0          |                                                                                         |                            |                                                                                             | |  |  |
|                                          |                                                                                         |                            |                                                                                             | |  |  |

| 7 de junio de 2016 21:00 (CET) Partido 3 | Valencia Basket                                                                           | 87–86                      | Real Madrid                                                                             | Valencia |  |  |
|                                          | Parciales: 25-19, 22-26, 17-11, 10-18 (T.E.: 13-12)                                       |                            |                                                                                         | |  |  |
|                                          | Estadísticas Vladimir Lučić 18 Bojan Dubljević 7 Guillem Vives 7 Vladimir Lučić 21 (val.) | Reporte Pts Reb Asts Otros | Estadísticas 22 Rudy Fernández 9 Gustavo Ayón 6 Rudy Fernández 27 (val.) Rudy Fernández | Pabellón: Pabellón Fuente de San Luis Asistencia: 8.500 espectadores Árbitros: Daniel Hierrezuelo Emilio Pérez Pizarro Vicente Bultó Televisión: Canal+ Deportes (Dial 55) |  |  |
| Real Madrid gana las series 2-1          |                                                                                           |                            |                                                                                         | |  |  |
|                                          |                                                                                           |                            |                                                                                         | |  |  |

| 9 de junio de 2016 21:00 (CET) Partido 4 | Valencia Basket                                                                              | 80–82                      | Real Madrid                                                                         | Valencia |  |  |
|                                          | Parciales: 18-25, 20-19, 15-9, 27-29                                                         |                            |                                                                                     | |  |  |
|                                          | Estadísticas Justin Hamilton 23 Justin Hamilton 10 Guillem Vives 5 Justin Hamilton 31 (val.) | Reporte Pts Reb Asts Otros | Estadísticas 17 Jaycee Carroll 8 Gustavo Ayón 4 Sergio Llull 20 (val.) Sergio Llull | Pabellón: Pabellón Fuente de San Luis Asistencia: 8.500 espectadores Árbitros: J.C. García González Antonio Conde Francisco J. Araña Televisión: Canal+ Deportes (Dial 55) |  |  |
| Real Madrid gana las series 3-1          |                                                                                              |                            |                                                                                     | |  |  |
|                                          |                                                                                              |                            |                                                                                     | |  |  |

| Pasa a la final Real Madrid |

## Final

### FC Barcelona Lassa-Real Madrid
| 15 de junio de 2016 20:30 (CET) Partido 1 | FC Barcelona Lassa                                                             | 100–99                     | Real Madrid                                                                            | Barcelona |  |  |
|                                           | Parciales: 22-22, 25-26, 33-27, 20-24                                          |                            |                                                                                        | |  |  |
|                                           | Estadísticas Justin Doellman 19 Ante Tomić 8 Ante Tomić 8 Ante Tomić 24 (val.) | Reporte Pts Reb Asts Otros | Estadísticas 21 Jaycee Carroll 6 Gustavo Ayón 10 Sergio Llull 26 (val.) Jaycee Carroll | Pabellón: Palau Blaugrana Asistencia: 6.471 espectadores Árbitros: J.C. García González M.A. Pérez Pérez Fernando Calatrava Televisión: Canal+ Deportes (Dial 55) Teledeporte |  |  |
| FC Barcelona Lassa gana las series 1-0    |                                                                                |                            |                                                                                        | |  |  |
|                                           |                                                                                |                            |                                                                                        | |  |  |

| 17 de junio de 2016 19:00 (CET) Partido 2 | FC Barcelona Lassa | 70–90                      | Real Madrid                                                                           | Barcelona |  |  |
|                                           | Parciales: 12-28, 20-16, 26-22, 12-24                                                                                        |                            |                                                                                       | |  |  |
|                                           | Estadísticas Ante Tomić 14 Ante Tomić y Justin Doellman 5 Tomáš Satoranský 5 Samardo Samuels y Stratos Perperoglou 14 (val.) | Reporte Pts Reb Asts Otros | Estadísticas 20 Sergio Llull 6 Gustavo Ayón 5 Sergio Rodríguez 28 (val.) Gustavo Ayón | Pabellón: Palau Blaugrana Asistencia: 6.742 espectadores Árbitros: Daniel Hierrezuelo Benjamín Jiménez Carlos Peruga Televisión: Canal+ Deportes (Dial 55) La 1 |  |  |
| Real Madrid empata las series 1-1         | |                            |                                                                                       | |  |  |
|                                           | |                            |                                                                                       | |  |  |

| 20 de junio de 2016 20:00 (CET) Partido 3 | Real Madrid                                                                   | 91–74                      | FC Barcelona Lassa                                                                 | Madrid |  |  |
|                                           | Parciales: 29-21, 25-20, 23-17, 14-16                                         |                            |                                                                                    | |  |  |
|                                           | Estadísticas Sergio Llull21 Gustavo Ayón6 Sergio Llull7 Sergio Llull30 (val.) | Reporte Pts Reb Asts Otros | Estadísticas 18 Ante Tomić 8 Justin Doellman 6 Pau Ribas 21 (val.) Justin Doellman | Pabellón: Barclaycard Center Árbitros: Emilio Pérez Pizarro Antonio Conde Carlos Cortés Televisión: Canal+ Deportes (Dial 55) Teledeporte |  |  |
| Real Madrid gana las series 2-1           |                                                                               |                            |                                                                                    | |  |  |
|                                           |                                                                               |                            |                                                                                    | |  |  |

| 22 de junio de 2016 20:30 (CET) Partido 4 | Real Madrid                                                    | 91–84                | FC Barcelona Lassa                                                               | Madrid |  |  |
|                                           | Parciales: 19-26, 26-21, 27-18, 19-19                          |                      |                                                                                  | |  |  |
|                                           | Estadísticas Sergio Llull 21 Gustavo Ayón 9 Sergio Rodríguez 6 | Reporte Pts Reb Asts | Estadísticas 17 Ante Tomić y Tomáš Satoranský 8 Ante Tomić 7 Juan Carlos Navarro | Pabellón: Barclaycard Center Árbitros: Daniel Hierrezuelo J.C. García González Benjamín Jiménez Televisión: Canal+ Deportes (Dial 55) Teledeporte |  |  |
| Real Madrid gana las series 3-1           |                                                                |                      |                                                                                  | |  |  |
|                                           |                                                                |                      |                                                                                  | |  |  |

| Ganador ACB 2015-16               |
| Bandera de la Comunidad de Madrid |
| Real Madrid 33.º título           |